# Egon Herman
Egon Herman, slovenski glasbenik, * 5. december 1968.
Egon je kitarist pri skupini Mi2 (in tekstopisec).